# Tatjana Sewrjukowa
Tatjana Nikititschna Sewrjukowa (russisch: Татьяна Никитична Севрюкова; * 30. Juni 1917 in Taschkent; † 1982) war eine sowjetische Leichtathletin. Die beste Kugelstoßerin der 1940er Jahre wurde 1946 Europameisterin.
Sewrjukowa gewann 1939 und 1940 die sowjetischen Meisterschaften im Kugelstoßen. Nach einer kriegsbedingten Pause gewann sie von 1944 bis 1947 weitere Meistertitel. Im Oktober 1945 übertraf sie in Frunse mit 14,51 Meter und – fünf Tage später – mit 14,89 Meter den Weltrekord, den Gisela Mauermayer 1934 auf 14,38 Meter gestellt hatte. Da die Sowjetunion 1945 noch nicht Mitglied des Weltverbandes IAAF war, wurden beide Leistungen nicht als Weltrekord anerkannt.
Die Sowjetunion nahm 1946 in Oslo erstmals an Europameisterschaften teil. Sewrjukowa gewann das Kugelstoßen mit 14,18 Meter vor der Französin Micheline Ostermeyer mit 12,84 Meter. Im Diskuswurf belegte Sewrjukowa mit 34,05 Meter den sechsten Platz.
Die Sowjetunion nahm nicht an den Olympischen Spielen 1948 in London teil. Dort gewann am 4. August 1948 Ostermeyer mit 13,75 Meter. Am gleichen Tag stieß Sewrjukowa im Moskauer Dynamo-Stadion 14,59 Meter. Diese Leistung wurde als Weltrekord anerkannt.
Sewrjukowa konnte sich noch bis 1953 bei sowjetischen Meisterschaften vorn platzieren, sie gewann aber keinen Titel mehr und nahm auch nicht mehr an internationalen Meisterschaften teil. 1952 übertraf sie mit 14,92 Meter sogar ihren nicht anerkannten Weltrekord von 1945 um drei Zentimeter. Für die Olympischen Spiele 1952 wurde sie trotzdem nicht nominiert. Galina Sybina gewann in Helsinki mit Weltrekord von 15,28 Meter Gold, dia anderen beiden Vertreterinnen der Sowjetunion belegten die Plätze drei  (Klawdija Totschonowa) und vier (Tamara Tyschkewitsch).

## Bestweiten
- Kugel: 14,92 Meter (1952)
- Diskus: 42,50 Meter (1940)